# Jaroty
Jaroty – największe pod względem liczby mieszkańców osiedle (jednostka pomocnicza gminy) Olsztyna, stanowiące część oficjalnego podziału administracyjnego miasta. Nazwa pochodzi od wchłoniętej przez miasto wsi. Osiedlu administracyjnie podlega Skarbówka Poszmanówka (Poszmanówka).

## Historia wsi Jaroty
Jaroty (warm. Jondorf, niem. Jomendorf) były jedną z najstarszych miejscowości powstałych w ramach kolonizacji południowej Warmii w XIV wieku.
Wieś została lokowana przez kapitułę warmińską 25 marca 1342 roku na terenie ziemi Bertingen, mniej więcej w połowie drogi między majątkiem rycerskim w Bartążku (najstarsza miejscowość w okolicy, lokacja 1335) a przyszłym miastem Olsztynem (lokacja 1353). Zasadźcą wsi był Prus Jomen, od którego imienia pochodzi pierwotna nazwa miejscowości – Jomendorf. Jomen otrzymał z rąk prepozyta kapituły Jana oraz od wójta warmińskiego Henryka von Lutera nadanie na 40 włók (łanów) na prawie chełmińskim, w miejscu zwanym Wolfshayn.
Jaroty były wsią czynszową należącą do kapituły warmińskiej i znajdowały się terenie komornictwa olsztyńskiego.
W maju 1348 roku Jomen otrzymał od kapituły również majątek leżący między jeziorami Ukiel i Kortowskie, na terenie dzisiejszego Olsztyna.
W latach 1363 i 1404 odnawiano dokument lokacyjny, kiedy to 6 włók zmieniono na włóki czynszowe, sprzedane Tomaszowi Littow. W 1434 r. Hanusz Sparrow (sołtys) i Jakub Waldknecht, za pozwoleniem kapituły warmińskiej, sprzedał prawa czynszowe kantorowi kapituły – Fryderykowi Salendorffowi za kwotę 6 marek dobrej monety pruskiej oraz administratorowi komornictwa olsztyńskiego kanonikowi Ottonowi Döringswaldowi za kwotę 12 marek dobrej monety pruskiej. Cała wieś została zobowiązana do płacenia czynszu od swych włók do dnia św. Jakuba (25 lipca).
W 1521 roku wieś odwiedził Mikołaj Kopernik jako administrator dóbr kapitulnych, co zostało odnotowane w dokumencie Lokacje łanów opuszczonych. 6 maja Kopernik zezwolił pochodzącemu z Likus Jakubowi na przejęcie 2 łanów pozostałych po Piotrze, który został ścięty w Olsztynku za zdradę. Zaś 31 maja zezwolił Steffenowi na sprzedaż 1,5 łana w Zalbkach i zakup za to 2 łanów w Jarotach od spadkobierców zmarłego Jeszki.
W latach 1466–1772 wieś wraz całą Warmią znajdowała się w granicach Polski.
Pod koniec XVIII wieku funkcję sołtysa w Jarotach pełnił Andrzej Czodrowski.
11 września 1863 roku został tu aresztowany Wojciech Kętrzyński, który próbował przemycić z Królewca do zaboru rosyjskiego broń dla powstańców styczniowych (wydarzenie to upamiętnia pomnik z 1988 roku stojący przy ul. Jarockiej).
Wieś należała do parafii katolickiej w Bartągu. W 1883 roku z funduszy Jana Czodrowskiego wzniesiono tu kaplicę pod wezwaniem Matki Boskiej Szkaplerznej (obecnie przylegającą do kościoła Bogarodzicy Dziewicy Matki z 1984 roku).
W latach 1930–1939 w Jarotach funkcjonowała katolicka szkoła polska, jedna z niewielu szkół z polskim językiem wykładowym w Prusach Wschodnich (obecnie budynek biblioteki przy ul. Jarockiej 47).
W 1933 roku wieś liczyła 863 mieszkańców, a w 1939 było ich 904.
Do pierwszych lat po wojnie wieś była zamieszkiwana w większości przez rdzennych Warmiaków posługujących się gwarą warmińską języka polskiego.
W 1977 roku część sołectwa Jaroty (713 ha) włączono do granic administracyjnych Olsztyna. W 1988 włączono do granic miasta pozostałą część wsi (232,38 ha). Poza granicami miasta, w obrębie gminy Stawiguda, pozostała jedynie dawna kolonia wsi, obecnie stanowiąca samodzielne sołectwo również o nazwie Jaroty.

## Historia osiedla Jaroty
Pod koniec lat 70. XX w. nastąpił rozwój urbanistyczny Olsztyna w kierunku Jarot. W latach 80. i 90. w okolicach dawnej wsi rozrosła się największa pod względem liczby mieszkańców olsztyńska dzielnica mieszkaniowa – Jaroty. Złożona głównie z szeregu blokowisk stanowi „sypialnię” Olsztyna, która ciągle powiększa się w kierunku południowym (zabudowę stanowią tam obecnie głównie domki jednorodzinne) i zachodnim (obecnie notuje się tam gwałtowny rozwój zamkniętych osiedli mieszkaniowych).
W 2007 roku dokonano podziału osiedla. Z dotychczasowego obszaru wyodrębniono Osiedle Generałów, wcześniej stanowiące osiedle nie posiadające własnej rady i administracyjnie podlegające Jarotom.

## Granice osiedla

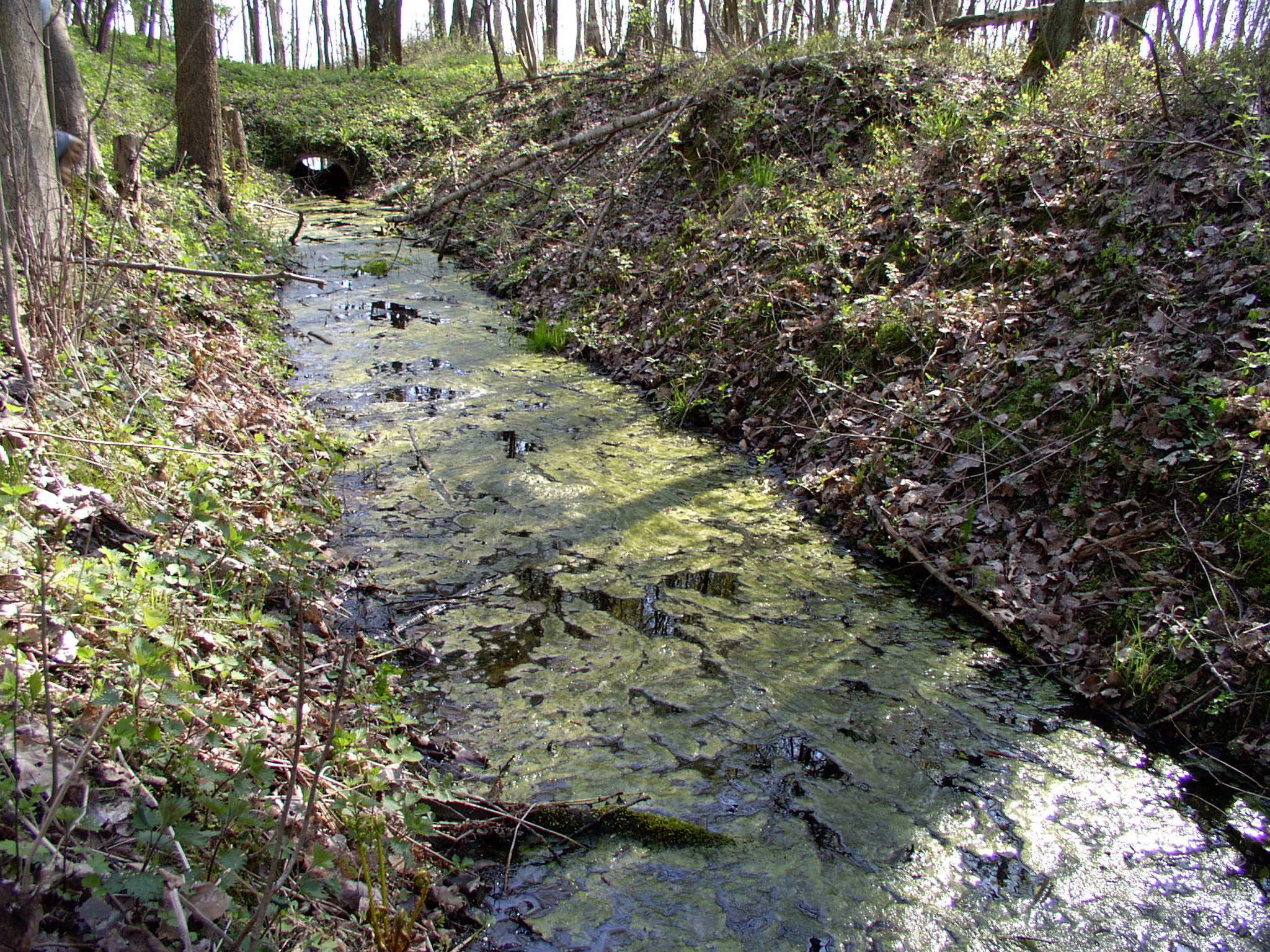
Rów odwadniający na dawnym torfowisku, lasek na jarotach

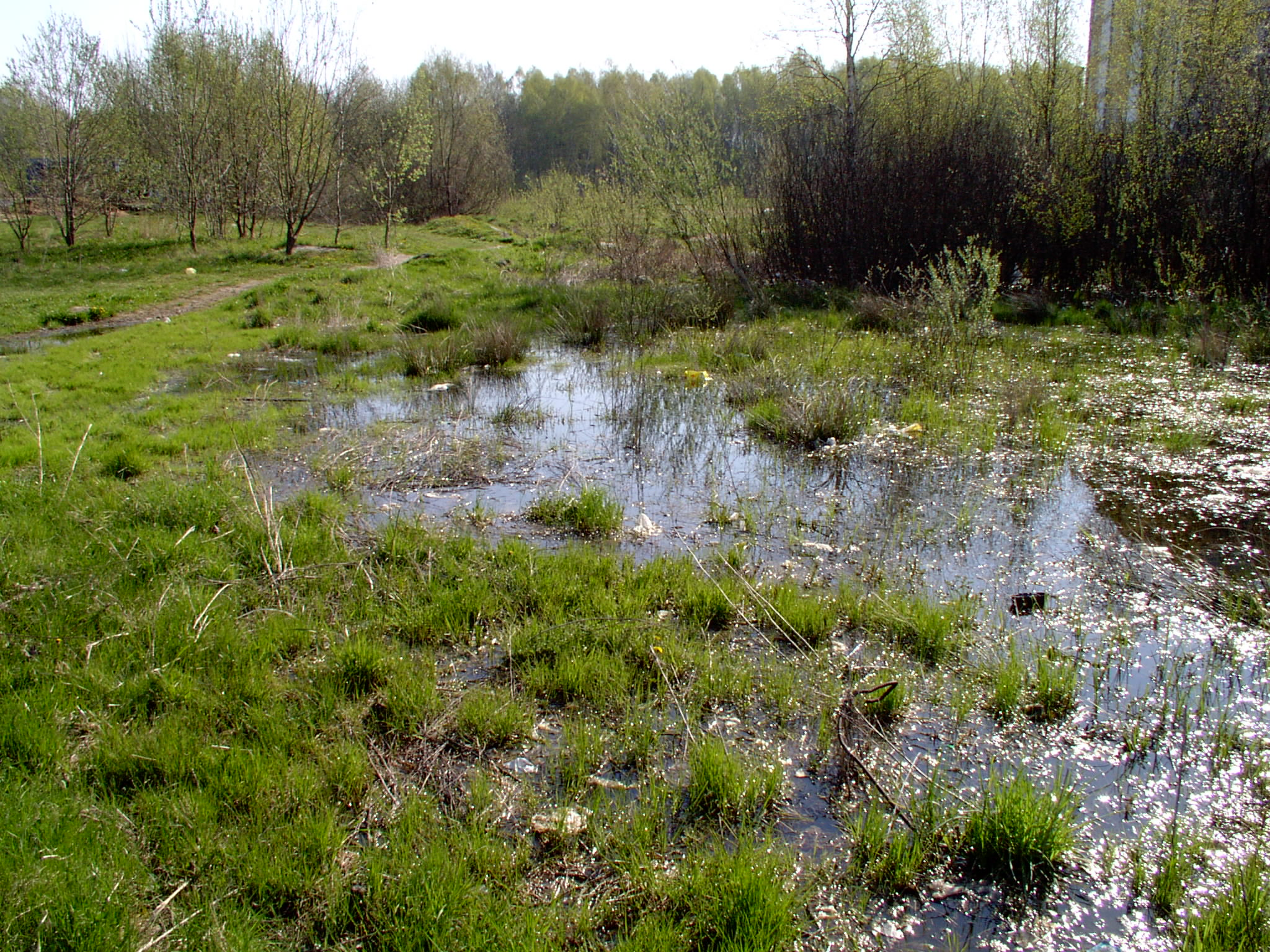
Zbiornik okresowy na Jarotach – pozostałość typowego krajobrazu polodowcowego

- Od północy: granica przebiega od zachodniej strony al. Generała Władysława Sikorskiego na wysokości wjazdów na parkingi przy hipermarkecie Auchan na wschód aż do zaplecza nieruchomości przy ul. Jarockiej 1, następnie załamuje się w kierunku południowym i biegnie zapleczem nieruchomości przy ul. Jarockiej o numerach od 1 do 15. Na wysokości nieruchomości o numerze porządkowym 15 załamuje się w kierunku wschodnim i przebiega linią prostą do ul. I. Krasickiego (na południe od ul. E.Turowskiego) i graniczy z południową stroną osiedla Nagórki.
- Od wschodu: granica przebiega w kierunku południowym wschodnią stroną ul. I. Krasickiego do jej zbiegu z ul. W. Witosa, a następnie linią prostą ul. Kubusia Puchatka do granicy miasta Olsztyna i graniczy z zachodnią stroną osiedla Pieczewo.
- Od południa: granicę stanowi granica miasta Olsztyna aż do ulicy Jarockiej przy wyjeździe na Butryny.
- Od zachodu: w kierunku północnym granica biegnie wzdłuż zachodniej strony ul. T. Płoskiego do skrzyżowania z ul. Tomasza Wilczyńskiego, następnie zachodnim skrajem Alei Sikorskiego do skrzyżowania z ulicą Zaruskiego, graniczy ze wschodnią stroną osiedli Generałów i Brzeziny.

## Komunikacja
- Ulice

Główną ulicą osiedla jest ul. Wilczyńskiego, rozciągająca się od sąsiedniego osiedla Pieczewa, do pobliskiego Osiedla Generałów. Od ul. Wilczyńskiego odbiegają mniejsze uliczki: Boenigka, Kanta, Herberta, Janowicza, Hanowskiego i Jarocka, tworzące szereg międzyosiedlowych dróg. Z Jarot do centrum Olsztyna można się dostać ulicami Krasickiego bądź Sikorskiego. Z Jarot prowadzi także ul. Płoskiego, będąca drogą wyjazdową w kierunku obwodnicy Olsztyna.
- Komunikacja miejska

Na terenie osiedla znajdują się obecnie trzy pętle autobusowe – w tym jedna techniczna – Witosa, Jaroty i Tęczowy Las. Przez teren osiedla przebiegają trasy 14 linii dziennych oraz jednej nocnej: 113, 120, 117, 121, 126, 127, 130, 131, 141, 202, 204, 205, 303, 307 oraz nocna N1. Pierwszy autobus MPK pojawił się na Jarotach w 1981 roku. Był to pojazd linii numer 15, jeżdżący wówczas z Jarot do Dworca Głównego PKP. Obecnie z Jarot można za pomocą komunikacji miejskiej dostać się bezpośrednio niemal w każdy zakątek Olsztyna. W grudniu 2015 oddano do użytku nowo zbudowaną linię tramwajową z krańcówką przy ul. Kanta. Dojeżdżają tu tramwaje linii nr 1 i 2. Przez Jaroty przejeżdżają również tramwaje linii 4 oraz 5.

## Handel i usługi
Na terenie osiedla działa kilka wielkopowierzchniowych sklepów ogólnospożywczych m.in. Carrefour Market (dawniej Rast, Max Duet), Biedronka, Stokrotka i Lidl. Poza tym na osiedlu funkcjonują również centrum handlowe H&B, dom handlowy „Śliwa”, pizzerie, bary, piekarnie, banki, zakłady fryzjerskie, solaria, itp. Na drogach wyjazdowych w kierunku centrum działają 2 hipermarkety spożywcze: Auchan i Carrefour oraz sklepy sieci Obi, Media Markt i Leroy Merlin. Przy wyjeździe w kierunku obwodnicy znajduje się Inter Marche i Decathlon.

## Zdrowie
Na Jarotach działa publiczna przychodnia lekarska oraz kilka niepublicznych gabinetów specjalistycznych (m.in. gabinety stomatologiczne, ortopedyczne czy ginekologiczne). Istnieje również szereg aptek.

## Edukacja
- V Liceum Ogólnokształcące im. Wspólnej Europy
- Szkoła Podstawowa nr 30 im. Marii Zientary-Malewskiej
- Szkoła Podstawowa nr 34
- Społeczna Szkoła Podstawowa nr 101 (niepubliczna)
- Szkoła Podstawowa „Oskar” (niepubliczna)
- Społeczne Gimnazjum nr 101 (niepubliczne)
- Przedszkole Miejskie Nr 15
- Przedszkole Miejskie Nr 29 im. Akademii Uśmiechu
- Niepubliczne Przedszkole „PATRYK”

W pobliżu Jarot działa Zespół Szkół Ogólnokształcących nr 4 mieszczący w swym budynku Gimnazjum nr 8 oraz VIII Liceum Ogólnokształcące. Na Jarotach działa również publiczna biblioteka, znajdująca się w zabytkowym budynku szkoły.

## Kościoły

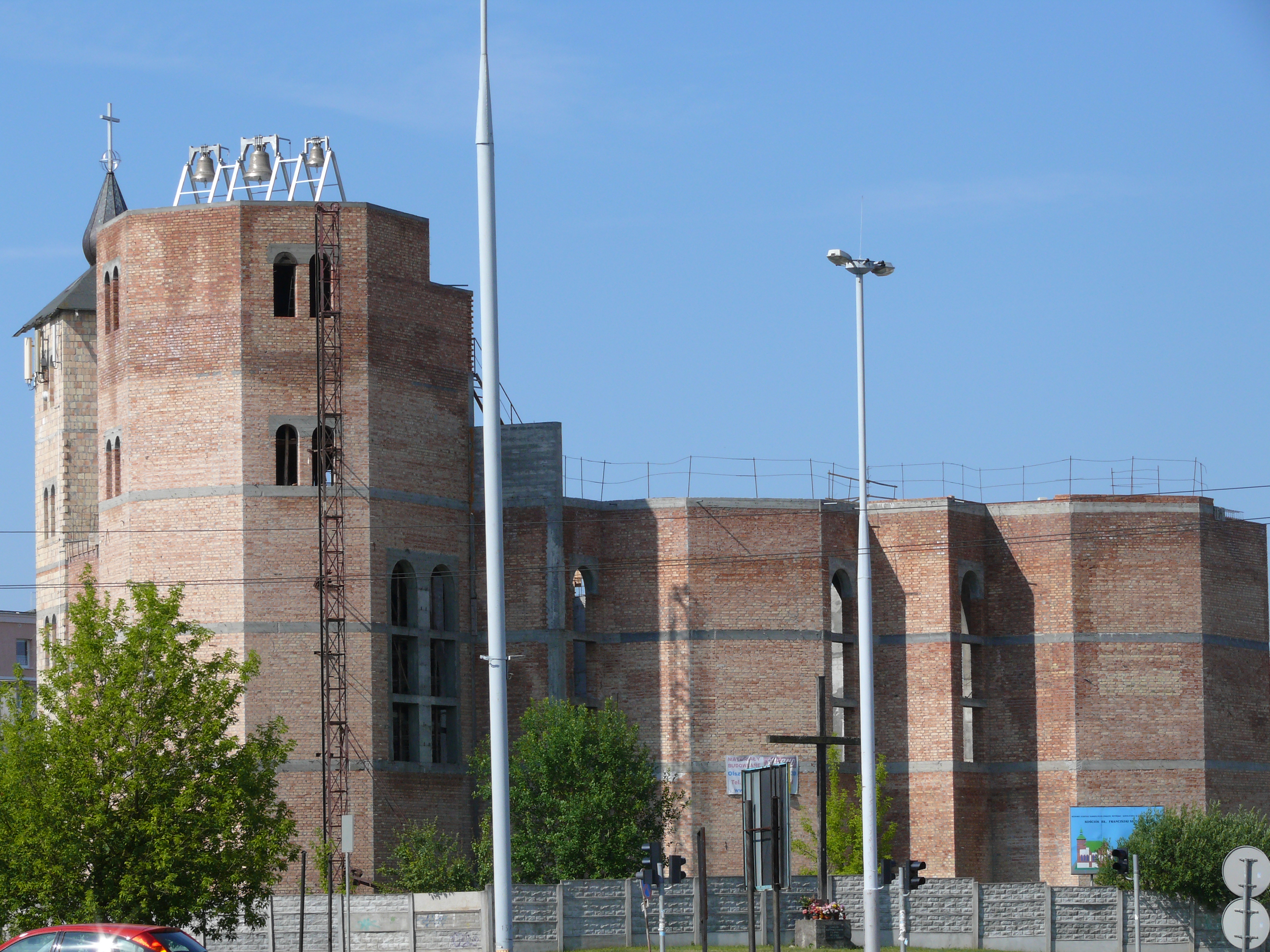
Budowa kościoła pw. Błogosławionej Franciszki Siedliskiej w 2003 roku.

Na terenie osiedla mieszczą się 3 kościoły:
- pw. Bogarodzicy Dziewicy Matki Kościoła
- pw. Błogosławionej Franciszki Siedliskiej
- pw. Matki Boskiej Fatimskiej.

## Znani mieszkańcy
- Herbert Monkowski